# Magny-sur-Tille
Magny-sur-Tille és un municipi francès, situat al departament de la Costa d'Or i a la regió de Borgonya - Franc Comtat. L'any 2007 tenia 805 habitants.

## Demografia

### Població
El 2007 la població de fet de Magny-sur-Tille era de 805 persones. Hi havia 264 famílies, de les quals 29 eren unipersonals (8 homes vivint sols i 21 dones vivint soles), 91 parelles sense fills, 128 parelles amb fills i 16 famílies monoparentals amb fills.
La població ha evolucionat segons el següent gràfic:
Habitants censats

### Habitatges
El 2007 hi havia 284 habitatges, 275 eren l'habitatge principal de la família i 9 estaven desocupats. 277 eren cases i 6 eren apartaments. Dels 275 habitatges principals, 260 estaven ocupats pels seus propietaris, 13 estaven llogats i ocupats pels llogaters i 1 estava cedit a títol gratuït; 1 tenia una cambra, 4 en tenien dues, 21 en tenien tres, 51 en tenien quatre i 198 en tenien cinc o més. 230 habitatges disposaven pel capbaix d'una plaça de pàrquing. A 79 habitatges hi havia un automòbil i a 185 n'hi havia dos o més.

### Piràmide de població
La piràmide de població per edats i sexe el 2009 era:
| Homes | Edats   | Dones |
| ----- | ------- | ----- |
| 0     | 95 o +  | 4     |
| 0     | 90 a 94 | 0     |
| 0     | 85 a 89 | 8     |
| 0     | 80 a 84 | 0     |
| 4     | 75 a 79 | 0     |
| 16    | 70 a 74 | 24    |
| 12    | 65 a 69 | 0     |
| 0     | 60 a 64 | 12    |
| 8     | 55 a 59 | 16    |
| 36    | 50 a 54 | 16    |
| 48    | 45 a 49 | 44    |
| 20    | 40 a 44 | 16    |
| 28    | 35 a 39 | 28    |
| 20    | 30 a 34 | 28    |
| 16    | 25 a 29 | 20    |
| 12    | 20 a 24 | 0     |
| 20    | 15 a 19 | 32    |
| 28    | 10 a 14 | 16    |
| 20    | 5 a 9   | 28    |
| 24    | 0 a 4   | 12    |

## Economia
El 2007 la població en edat de treballar era de 532 persones, 404 eren actives i 128 eren inactives. De les 404 persones actives 385 estaven ocupades (210 homes i 175 dones) i 19 estaven aturades (6 homes i 13 dones). De les 128 persones inactives 51 estaven jubilades, 55 estaven estudiant i 22 estaven classificades com a «altres inactius».

### Ingressos
El 2009 a Magny-sur-Tille hi havia 294 unitats fiscals que integraven 860 persones, la mediana anual d'ingressos fiscals per persona era de 22.387 €.

### Activitats econòmiques
Dels 14 establiments que hi havia el 2007, 3 eren d'empreses de construcció, 3 d'empreses de comerç i reparació d'automòbils, 1 d'una empresa de transport, 1 d'una empresa d'informació i comunicació, 1 d'una empresa financera, 1 d'una empresa immobiliària, 2 d'empreses de serveis i 2 d'empreses classificades com a «altres activitats de serveis».
Dels 3 establiments de servei als particulars que hi havia el 2009, 1 era un guixaire pintor, 1 fusteria i 1 lampisteria.
L'únic establiment comercial que hi havia el 2009 era una botiga de material de revestiment de parets i terra.
L'any 2000 a Magny-sur-Tille hi havia 4 explotacions agrícoles que ocupaven un total de 316 hectàrees.

## Equipaments sanitaris i escolars
El 2009 hi havia 1 escola maternal i 1 escola elemental.

## Poblacions més properes
El següent diagrama mostra les poblacions més properes.